# Disco Ensemble
Disco Ensemble fue una banda de post-hardcore/punk, procedentes de Pori, Finlandia. Han sido conocidos por su enérgico sonido y ritmo, riffs de guitarra original de neón y sonidos de sintetizador electrónico electrizante. 

## Historia

### Primeros años (1996-2002)
La banda se formó en 1996 por el guitarrista Jussi Ylikoski y el baterista Mikko Hakila , quienes comenzaron tocando covers de Metallica y AC/DC. Originalmente eran simplemente llamados DisCo. Pero se vieron obligados a cambiar su nombre por el de Disco Ensemble, debido a una banda finlandesa de pop electrónico que tiene el mismo nombre. 
La banda tocó los pequeños lugares y rápidamente ganó notoriedad en la escena musical local. En el 2000, el futuro cantante Miikka Koivisto asistió a uno de sus espectáculos como un fan y luego se unió a la banda, primero como guitarrista y luego como vocalista. Después de que los tres miembros de la banda se trasladaron a estudiar en Helsinki, pasaron por una serie de bajistas hasta que Lasse Lindfors se unió al grupo como miembro permanente.
La banda lanzó su primer EP Memory Three Sec en el 2000. Esta fue una grabación Lo-fi que no recibió mucha atención. Más fama llegó con su segundo intento Ghosttown Effect, publicado en el 2001. El primer sencillo de la banda Turpentine, fue lanzado fuera de este EP. 

### Viper Ethics (2003-2005)
En el 2003, Fullsteam Records firmó un contrato con Disco Ensemble y su primer álbum de larga duración Viper Ethics, que fue lanzado el mismo año. El álbum recibió los elogios de la crítica y, el sencillo Videotapes fue un éxito moderado, alcanzando un máximo puesto como el #17 en el Finnish Charts. Esto permitió a la banda una gira en Finlandia y alrededor de Europa. 

### First Aid Kit (2006)
El segundo álbum de Disco Ensemble, First Aid Kit fue lanzado en el 2005. Fue sin duda el álbum de la banda con más éxito comercial. El álbum alcanzó el puesto #9 en la tabla oficial de Finlandia. Los sencillos Black Euro y We Might Fall Apart ambos llegaron a un máximo puesto como el #6 en la tabla de sencillos. La canción This is my head exploding también obtuvo popularidad debido a la canción que se añade como banda sonora del videojuego NHL 08.
En la primavera del 2006, tras el éxito nacional del segundo álbum, Disco Ensemble y Fullsteam Records firmaron un acuerdo de distribución mundial con Universal Music Group. First Aid Kit fue reeditado y lanzado primero en Europa y más tarde en América del Norte, América del Sur y Asia. La banda hizo un tour en gran medida en la promoción del álbum. Se embarcaron en el Antidote Tour con Danko Jones, Bedouin Soundclash y Gogol Bordello. También tocaron en el Kerrang!'S Most Wanted Tour. 
Canciones de este álbum han aparecido en las bandas sonoras de dos juegos de Electronic Arts - We Might Fall Apart fue utilizado en el juego FIFA 08, mientras que This is my head exploding se utilizó en el NHL 08.

### Magic Recoveries (2008-presente)
Magic Recoveries fue lanzado el 5 de mayo de 2008. La banda desde entonces ha alcanzado el #1 en el Finnish Album Chart con su nuevo disco.

## Discografía

### Álbumes
- Viper Ethics (2003)
- First Aid Kit (2006)
- Magic Recoveries (2008)
- The Island Of Disco Ensemble (2010)
- Warriors (2012)
- Afterlife (2017)

### EP
- Ghosttown Effect (2001)
- Memory Three Sec. (2000)

### Sencillos
- Headphones (2008)
- Bad Luck Charm (2008)
- Drop Dead, Casanova (2006)
- Black Euro (2005)
- We Might Fall Apart (2005)
- Videotapes (2004)
- Mantra (2003)
- Transatlantic (2002)
- Turpentine (2002)

### DVD
- Video Vortex (2008)